# Maurice Brochet
Pour les articles homonymes, voir Brochet (homonymie).
Maurice Brochet (16e arrondissement de Paris 18 juin 1899 - Missery 16 juin 1969) était un artisan autodidacte qui a participé au développement de la construction d'avions en amateur en France et dessiné une dizaine d'appareils dont deux ont été construits en petite série.

## L'apprentissage: des planeurs Avia aux avions Brochet
Né à Paris (XIVe) le 18 juin 1899, Maurice Brochet découvrit le vol mécanique en janvier 1931 en effectuant deux glissades sur un planeur Avia XI-A du Club Aéronautique Universitaire à Saint-Cyr-l'École. Il entreprit alors dans l’atelier de l’Hôtel des Voyageurs, en gare de Plaisir - Grignon, dont ses parents étaient propriétaires, la construction d’un planeur. Ce planeur de perfectionnement conçu par un homme n’ayant que des connaissances sommaires dans le domaine du vol fut testé avec succès en avril 1931 par Georges Abrial. Le 14 juin 1931, sur le terrain de Beynes-Thierval, le MB-10 Ginette effectua deux vols de 47 et 32 secondes.
En juin 1931, la famille Brochet vend l’hôtel et Maurice Brochet s’installe carrossier rue Saint Martin à Neauphle-le-Château. Au cours de l’été Maurice Brochet prend des cours de pilotage et obtint son Brevet A le 22 novembre 1931, le brevet B en juin suivant. Mais en 1933 il fut victime d’un accident. Bien que ni lui ni son passager ne soient blessés, le planeur seulement étant détruit, Maurice Brochet renonça définitivement à voler. Durant cette période le prototype du planeur biplace Avia XX-A fut construit dans l'atelier Brochet, ainsi que plusieurs Avia 32E.
Toujours en 1933, il entreprend à partir de l’épave d’un Avia XV-A accidenté la construction d'un motoplaneur. À la suite d'un accord avec Avia le Brochet MB-20 se transforme en Avia 50. Outre des travaux de carrosserie automobile, Maurice Brochet entretient les planeurs du centre de vol à voile de Beynes-Thiverval et construit à la demande pour des particuliers des planeurs ou des Pou du Ciel. Il réalise aussi les monoplans à aile haute MB-30 et MB-40.

## Le développement de la construction amateur en France
La Seconde Guerre mondiale terminée l’atelier de Neauphle-le-Château va se consacrer entièrement à l’activité aéronautique. Après avoir participé à la transformation d’un planeur Grünau en motoplaneur, Maurice Brochet entreprend la réalisation d’un nouveau monoplan, aux allures surannées, le MB-50 Pipistrelle, entretient des planeurs pour le SALS ou reconstruit un Bücker Bü 133 pour Fred Nicole. Il commence aussi à commercialiser sur plan ses réalisations et obtient deux marchés d'état pour fournir une trentaine de biplaces d'école MB-80 et MB-100 à l'aviation française renaissante. Développés à la demande des services officiels et avec la collaboration du SALS, les quadriplace MB-110 et biplace MB-120 constituaient l'évolution ultime d'une famille de monoplans à aile haute et train classique fixe dont le développement avait commencé durant l'Entre-deux guerres. Mais la mode était aux monoplans à aile basse et aux trains escamotables.
Maurice Brochet poursuivit jusqu'en décembre 1962 la réparation de planeurs et d’avions légers dans son atelier de Neauphle-le-Château et prit sa retraite. Il est décédé le 16 juin 1969 à Missery, Côte d’Or.

## Les avions Maurice Brochet
- Brochet MB-10 : Planeur monoplace, premier vol en avril 1931. 1 exemplaire.
- Brochet MB-20 : Devenu Avia 50 avant achèvement.
- Brochet MB-30 : Monoplace léger dérivé du MB-20, premier vol le 30 août 1934. 3 exemplaires.
- Brochet MB-40 : Avion biplace côte-à-côte. Un seul exemplaire terminé, premier vol le 6 août 1949.
- Brochet MB-50 Pipistrelle : Avion monoplace, premier vol le 17 avril 1947. 8 exemplaires construits.
- Brochet MB-60 Barbastelle : Version biplace du précédent, premier vol le 24 juin 1949. Un seul construit.
- Brochet MB-70 : Évolution du précédent, premier vol le 28 janvier 1950. Il a donné lieu à diverses remotorisations.
- Brochet MB-80 : Version de série du MB-70, premier vol le 5 octobre 1951. 11 exemplaires construits.
- Brochet MB-90 : Projet d'un biplan à train tricycle destiné au remorquage de planeurs (1950).
- Brochet MB-100 : Bi-triplace de tourisme et d'école dérivé du MB-80, premier vol le 3 janvier 1951. 21 exemplaires construits.
- Brochet MB-110 : Quadriplace de tourisme, premier vol le 12 mars 1956. 2 exemplaires.
- Brochet MB-120 : Biplace d'école, modernisation du MB-100. Premier vol le 5 avril 1954. 2 exemplaires.
- Brochet MB-130 : Projet d'avion bipoutre. Construction du prototype inachevée (1955).